# 嘎拉牙站
嘎拉牙站是位于内蒙古自治区根河市嘎拉牙林场的一个铁路车站，邮政编码22361。车站建于1966年，有牙林铁路经过该站，现仅办理货运，不办理客运业务。车站距离牙克石361公里，隶属哈尔滨铁路局，是四等站。